# Immeuble des Postes et Télégraphes du Costa Rica
L'immeuble des Postes et Télégraphes du Costa Rica (Edificio de Correos y Telégrafos de Costa Rica en espagnol) est un des bâtiments historiques les plus importants de la ville de San José ainsi que le siège social de La Poste du Costa Rica (Correos de Costa Rica en espagnol) qui abrite aussi le Musée des Postes, Télégraphie et Philatélie du Costa Rica. 

## Histoire
L'œuvre fut commandée en 1914, à la fin de la Belle Époque, sous la gestion du Président Alfredo González. L'entreprise chargée des travaux fut The English Construction Co. Ltd.  
Achevé en octobre 1917, l'immeuble fut conçu par l'architecte d'origine catalane Luis Llach dans un style néo-Renaissance à la française.  
Le bâtiment est reconnaissable par la couleur verte de sa façade, ainsi que les pilastres corinthiens encastrés dans le mur. L'arche centrale est ornée des chérubins avec le blason national du Costa Rica de l'époque à cinq étoiles. Tandis que Mercure est représenté sur le côté, une statue du Président Juan Rafael Mora Porras se dresse entre l'immeuble et le Club Unión.
Le 14 octobre 1980, l'immeuble fut déclaré Patrimoine du Costa Rica.

## Musée des Postes, Télégraphie et Philatélie du Costa Rica
Le Musée des Postes, Télégraphie et Philatélie du Costa Rica se trouve au second étage de l'immeuble. Depuis 1985, il abrite des collections philatéliques, ainsi que l'histoire de la poste au Costa Rica.  
Le musée organise un échange philatélique mensuel.